# في المرمى (برنامج)
في المرمى برنامج تلفازي رياضي يُعرض على قناة «العربية» على الهواء مباشرة أيام الثلاثاء والأربعاء والخميس، عند منتصف الليل بتوقيت السعودية، ويقدمه الإعلامي السعودي بتال القوس منذ عام 2006م، حصل برنامج «في المرمى» على عدد من الجوائز من أبرزها: جائزة الإعلام العربي عام 2023م عن فئة أفضل برنامج رياضي.

## فكرة البرنامج
يستضيف البرنامج نجوم كرة القدم والرياضة، ورؤساء الأندية، والمسؤولين الرياضيين.

## مراسلو البرنامج
- نايف الثقيل.
- فهد الشهري.[9]

## الجوائز
- حقق برنامج في المرمى المركز الأول لأفضل برنامج رياضي لعام 2013م، وذلك بحسب تصويت الجمهور في صحيفة سبورت السعودية.[10]
- جائزة الإعلام العربي في دبي (جائزة الإعلام المرئي عن عن فئة أفضل برنامج رياضي) لعام 2023م.[11]
- جائزة المنتدى السعودي للإعلام (فئة البرامج الرياضية التلفزيونية) لعام 2025م.[12]